# Hildburghausen
Hildburghausen – miasto powiatowe w Niemczech, w kraju związkowym Turyngia, siedziba powiatu Hildburghausen.

## Położenie
Hildburghausen leży w dolinie rzeki Werra na wysokości około 372 m n.p.m., na południowej stronie wzgórz ze pstrego piaskowca (Buntsandsteinland), między Lasem Turyńskim na północy a pokładami wapnia muszlowego (Grabfeldgau) na południu. Miejscowość składa się ze Starego Miasta (Altstadt) i założonego ok. 1710 przez hugenotów Nowego Miasta (Neustadt). W pobliżu miasta leżą gminy Auengrund, Brünn/Thür., Gleichamberg, Kloster Veßra, Reurieth, Straufhein, Veilsdorf oraz miasto Schleusingen.

## Historia

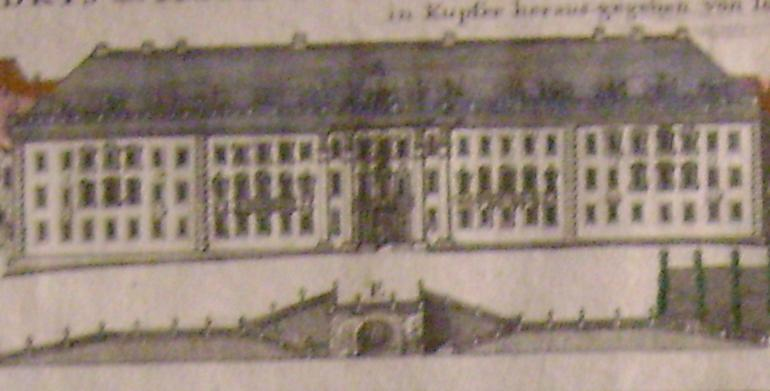
Nieistniejący dziś zamek książęcy w Hildburghausen

Miasto zostało założone ok. r. 900 przez Franków i po raz pierwszy wymienione jako Hilpershusia lub Villa Hilperti w 1234. W ciągu stuleci miało wielu właścicieli: hrabiów Henneberg, biskupów Würzburga, margrabiów Brandenburgii, burgrabiów Norymbergi, książąt Coburga, książąt Altenburga. W 1680 utworzono osobne państewko Saksonia-Hildburghausen, rządzone przez książąt z linii ernestyńskiej dynastii Wettynów. Ostatni książę Saksonii-Hildburghausen zmarł w 1826 i ziemie ernestyńczyków podzielono na nowo, przy czym Hildburghausen weszło w skład księstwa Saksonia-Meiningen i Hildburghausen. Po upadku monarchii w 1918 Saksonia-Meiningen była przez jakiś czas republiką, po czym przyłączyła się 1 maja 1920 do nowo powstałego landu (republiki) Turyngii.

## Zabytki

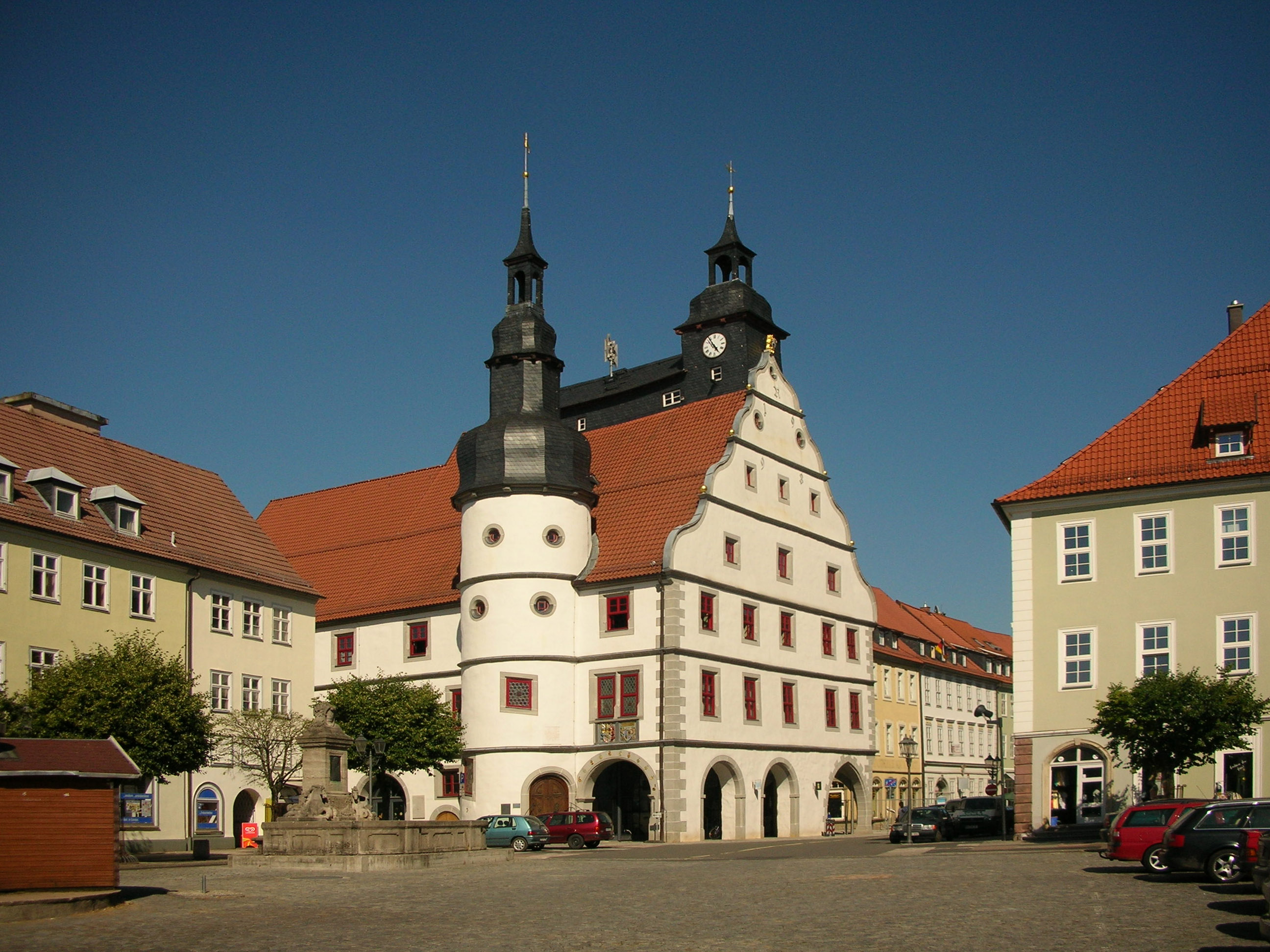
Ratusz w Hildburghausen

Po uszkodzonym w czasie nalotów amerykańskich i rozebranym w 1950 zamku książęcym pozostał piękny park. Inne zabytki to renesansowy ratusz z 1595, luterańska fara miejska w stylu baroku z 1785 i katolicki kościół pw.św. Leopolda (Sankt Leopold) z 1721, niegdyś świątynia hugenotów.

## Gospodarka
Istniejący jeszcze w czasach NRD, przejęty od prywatnych właścicieli przemysł maszynowy i meblowy upadł po 1990. Obecnie głównym pracodawcą miasteczka jest szpital dla psychicznie i nerwowo chorych, założony już w 1866 z tasiemcową nazwą jako Herzoglich-Sachsen-Meiningische-Landes-Irrenheil--und Plegeanstalt, który w czasach III Rzeszy współdziałał w programie Akcja T4 (m.in. przeprowadzono sterylizację 522 mężczyzn i 458 kobiet z miasta i okolic).

## Demografia
Za czasów monarchii Hildburghausen liczyło ok. 6 000 mieszkańców, od 1981 do chwili obecnej liczba mieszkańców waha się między 11 a trochę ponad 12 000.

## Polityka
Miasteczko jest rządzone przez lewicową partię Die Linke, Burmistrzem jest obecnie Steffen Harzer. Spośród 24 radnych 8 należy do PDS, 3 do SPD, 5 do CDU, 5 do partii Freie Wähler, zaś 3 reprezentuje listę Straży Pożarnej. Frekwencja wyborcza w 2004 wyniosła 41,1%.

## Współpraca
Miejscowości partnerskie:
- Kisvárda, Węgry
- Pelhřimov, Czechy
- Schwabach, Bawaria
- Würselen, Nadrenia Północna-Westfalia